# Colonne di San Marco e San Todaro

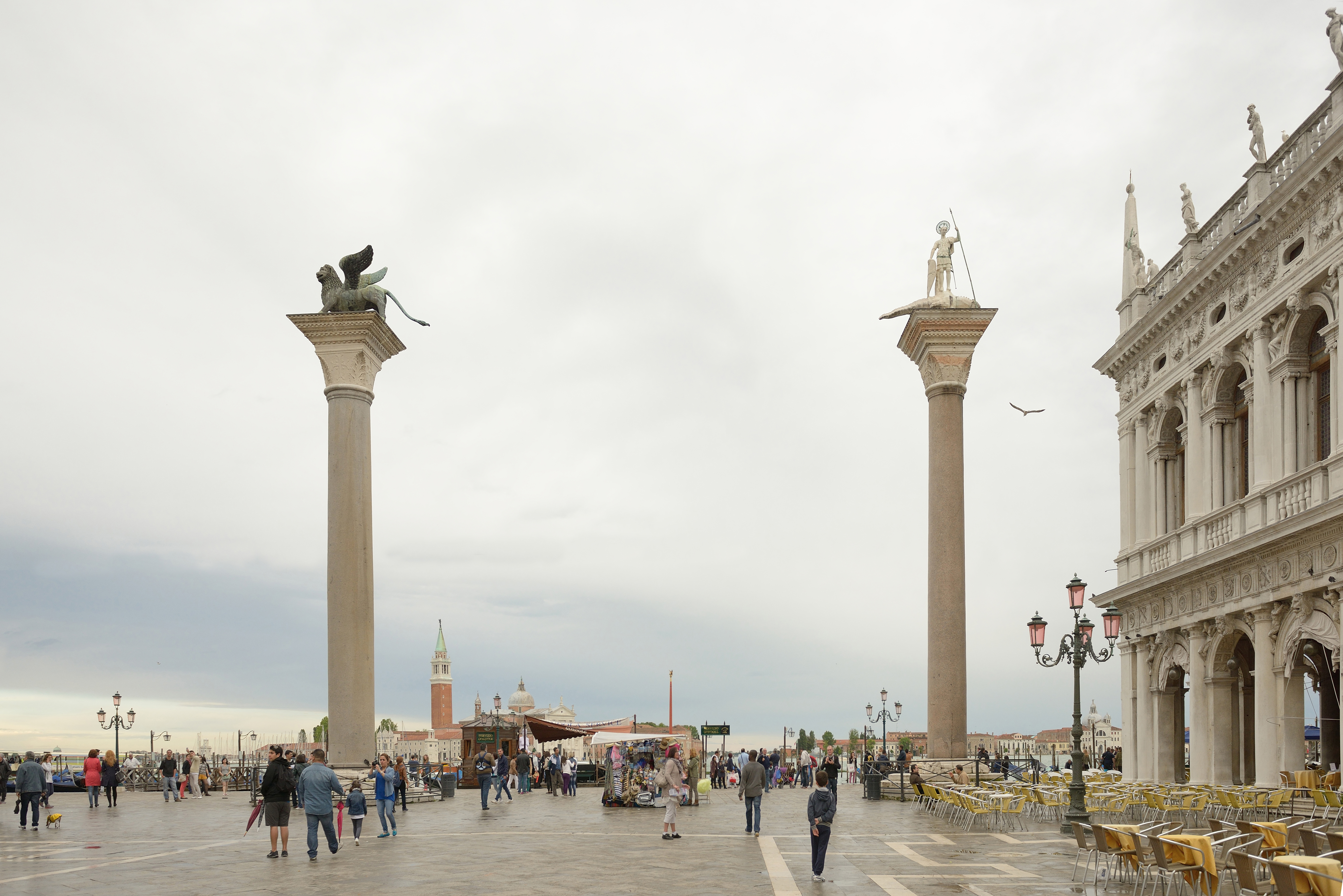
Colonne di San Marco e San Todaro

Le colonne di San Marco e San Tòdaro, o colonne di piazza San Marco, a Venezia, sono due alti affusti in marmo e granito, posti all'ingresso dell'area marciana verso il molo e il bacino San Marco. Sono sormontate dalle statue dei santi patroni della città: Marco l'evangelista nella tradizionale forma di leone e San Tòdaro (nome veneziano del bizantino Teodoro di Amasea), mentre sulle basi presentano altorilievi che raffigurano i mestieri che venivano svolti in Piazza. 

## Caratteristiche

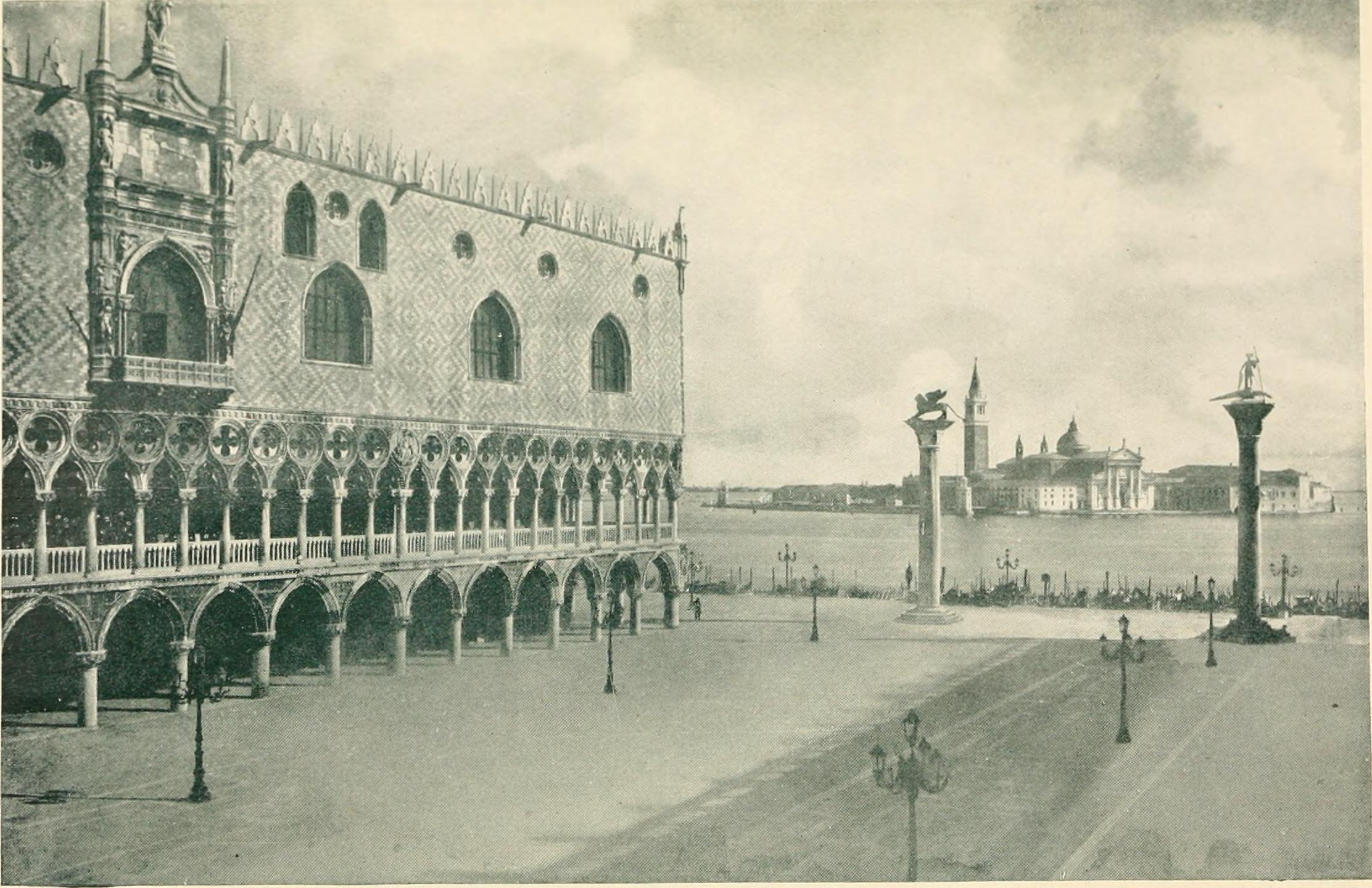
Cartolina del XIX secolo attribuita a George Gordon Byron.

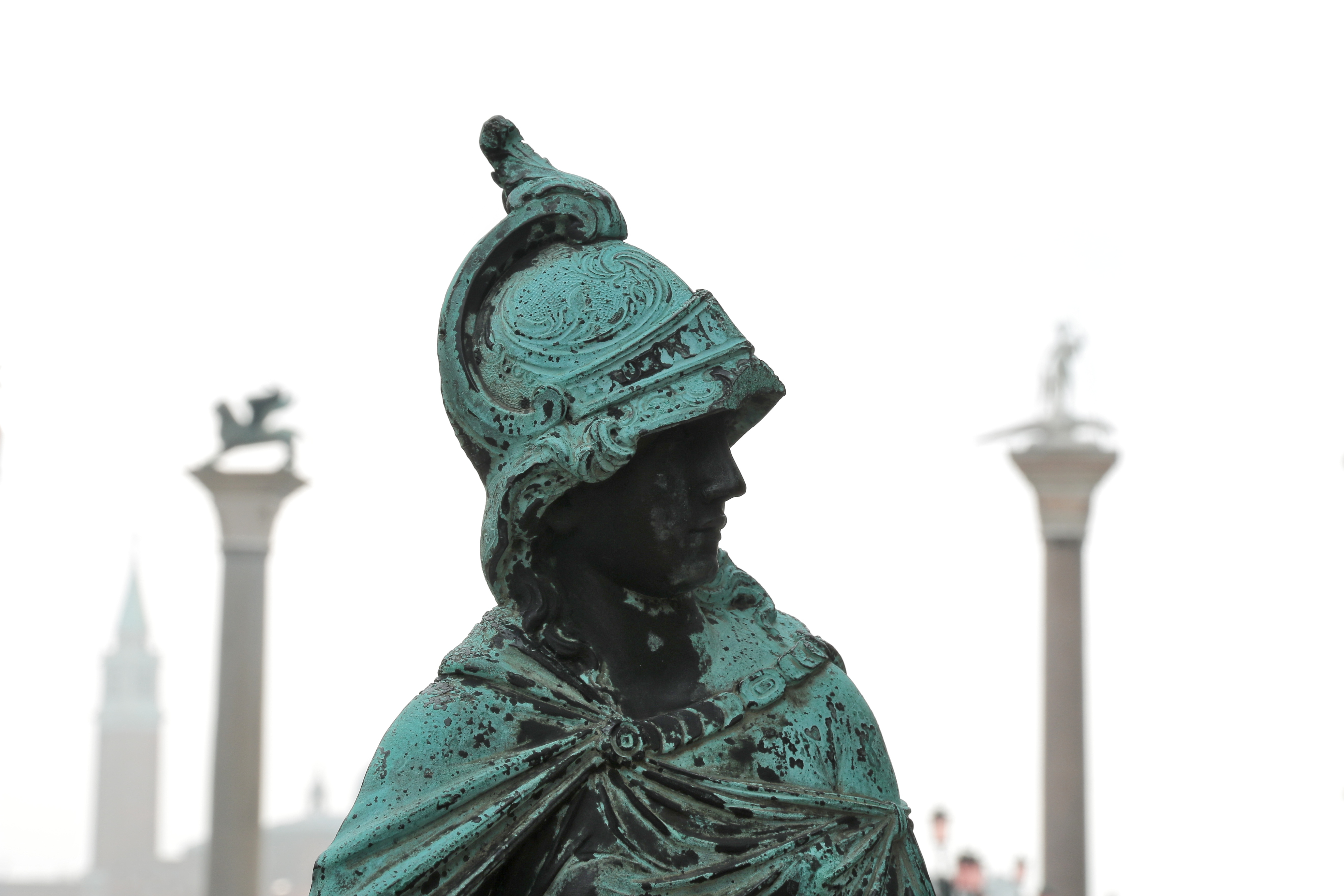
Visione d'insieme delle due colonne da dietro la statua in bronzo nella loggetta del Sansovino.

Le due colonne, assieme alle moli di Palazzo Ducale e della Libreria Marciana, costituiscono l'accesso monumentale alla piazza per chi proviene dal mare. 
Secondo la tradizione le colonne furono erette da Nicolò Barattiero sotto il dogado di Sebastiano Ziani (1172-1178), quando la piazza venne ampliata e monumentalizzata. 
Le enormi colonne, trasportate dall'Oriente come bottino di guerra, dovevano essere originariamente tre, ma il terzo affusto venne perduto assieme alla nave che lo trasportava durante lo sbarco. La colonna naufragata dovette affondare profondamente nella fanghiglia dei fondali, tanto che "cercandola a distanza di vent'anni dall'affondamento un mastro appositamente incaricato, col tastare il fondo a mezzo di una lunga pertica, non la si poté in alcun modo ritrovare".
Tuttavia interpretazioni più recenti fanno risalire l'erezione delle colonne alla seconda metà del XIII secolo. I marmi delle due colonne (marmo rosso egiziano per la colonna di San Todaro e marmo troadense per la colonna di San Marco) furono ampiamente utilizzati per l'erezione di colonne nella tarda antichità, fatto che rende quasi certa la loro provenienza da Costantinopoli. Quindi è estremamente probabile che l'arrivo delle colonne a Venezia, come per la maggior parte delle spoglie bizantine presenti in laguna, sia da far risalire al periodo dell'Impero latino di Costantinopoli, tra il 1204 e il 1261.
Le basi sono realizzate in pietra d'Istria, materiale che cominciò a essere usato nell'edilizia veneziana a partire dall'ultimo quarto del XIII secolo, dopo la chiusura dei mercati di marmo greci seguita alla riconquista di Costantinopoli da parte dei bizantini. Nelle basi sono presenti altorilievi che raffigurano i mestieri, testimonianza del periodo antecedente alla monumentalizzazione di piazza San Marco nel XVI secolo: la Piazza prima del XVI secolo era sede di un'intensa attività economica. I rilievi furono realizzati in stile "realistico", che arrivò a Venezia nel secondo quarto del XIII secolo e del quale si possono osservare diverse opere nelle decorazioni della Basilica: tra questi in particolare i rilievi delle basi sono debitori delle rappresentazioni dei mestieri dell'arco maggiore, anche se la loro minore qualità fa pensare che non siano opera dello stesso maestro. 
Anche lo stile dei capitelli delle colonne sembra confermare la datazione dell'erezione delle colonne al XIII secolo. Essi sono realizzati in pietra veronese con striature rosa e sono in stile veneto-bizantino, come confermato dalla loro somiglianza con il secondo e terzo stile di John Ruskin. I capitelli delle colonne sono inoltre molto simili alle decorazioni della tomba di Denaro Odifredi a Bologna, costruita intorno al 1265 da maestranze veneziane.
La colonna che svetta dal lato di Palazzo Ducale regge il leone alato, simbolo di San Marco, dall'862 santo patrono e simbolo della città e dello Stato veneziano. Si tratta di una scultura bronzea molto antica, greca o siriaca, probabilmente in origine una chimera, cui vennero successivamente aggiunte le ali. Dal lato della Biblioteca è, invece, quella di San Teodoro, santo bizantino e guerriero, primo protettore della città, raffigurato in marmo nell'atto di uccidere un drago. Il busto proviene da una statua classica di imperatore romano, mentre la testa, l'aureola, le braccia e le gambe che poggiano sul drago ucciso sono di epoca medioevale. La scultura è una copia dell'originale esposta all'ingresso di Palazzo Ducale. Secondo una leggenda riportata da Sansovino nel XVI secolo il leone di San Marco guarda ad est per simboleggiare il ruolo di Venezia come protettrice della cristianità in Oriente, mentre la statua di San Teodoro rivolto ad ovest simboleggerebbe l'atteggiamento difensivo della Serenissima verso la Terraferma. Questa spiegazione del diverso orientamento delle due statue è evidentemente precedente al XVI secolo (all'epoca la Serenissima aveva già costituito il Dominio in Terraferma) e quindi sarebbe risalente all'epoca precedente al XIV secolo, probabilmente al periodo precedente la caduta di Acri nel 1291.
Sotto le colonne, in epoca medievale e rinascimentale, erano poste delle botteghe in legno, tuttavia già dalla metà del XVIII secolo lo spazio tra le due steli venne destinato a luogo delle esecuzioni capitali, tanto che tuttora tra la popolazione locale persiste l'uso superstizioso di non attraversare lo spiazzo tra le colonne. Da questo uso deriva anche un modo di dire veneziano: "Te fasso veder mi, che ora che xe" (ti faccio vedere io, che ora è), derivato dal fatto che i condannati a morte, dando le spalle al bacino di San Marco, vedevano come ultima cosa la torre dell'orologio. Lo spazio fra le due colonne era anche l'unica "zona franca", in cui si poteva legalmente giocare d'azzardo, privilegio concesso a Nicolò Barattiero (o Barattieri), ovvero colui che riuscì a trovare un modo per erigere le pesanti strutture lasciate a lungo stese a terra: attraverso l'utilizzo di grosse corde che venivano fissate all'estremità di una colonna e quindi bagnate, che asciugandosi esercitavano una trazione tale da consentire di alzarle di pochi centimetri e di infilarvi sotto delle zeppe di legno, il costruttore bergamasco, che si era già distinto nella costruzione della cella campanaria del Campanile di San Marco, compì in questo modo l'opera di sollevare le pesanti colonne senza danneggiarle. Come ricompensa gli venne concessa l'esclusiva del gioco d'azzardo da effettuarsi proprio ai piedi delle due colonne, cosa che gli permise di arricchirsi non poco.

## Galleria d'immagini

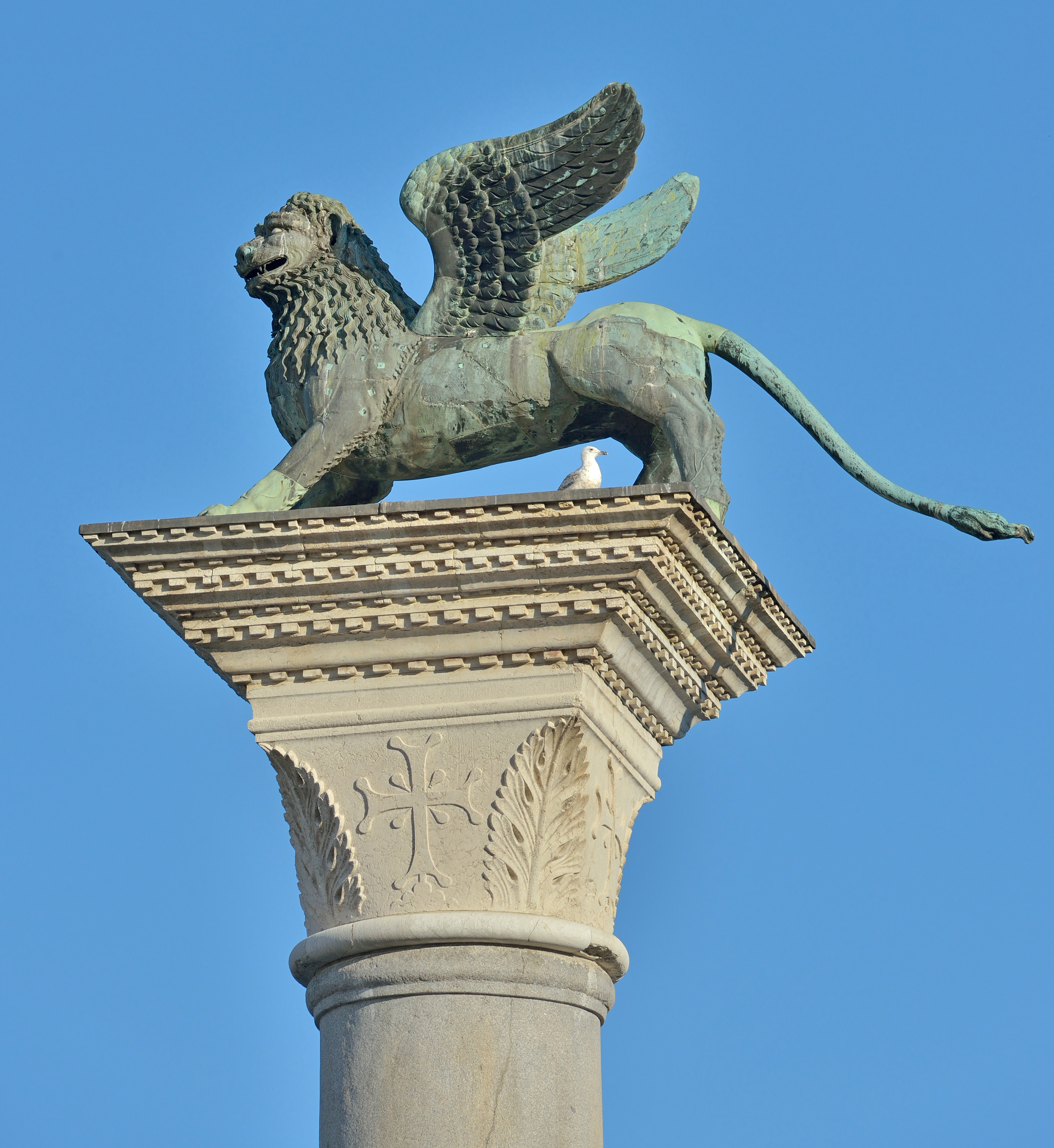
Il leone di San Marco
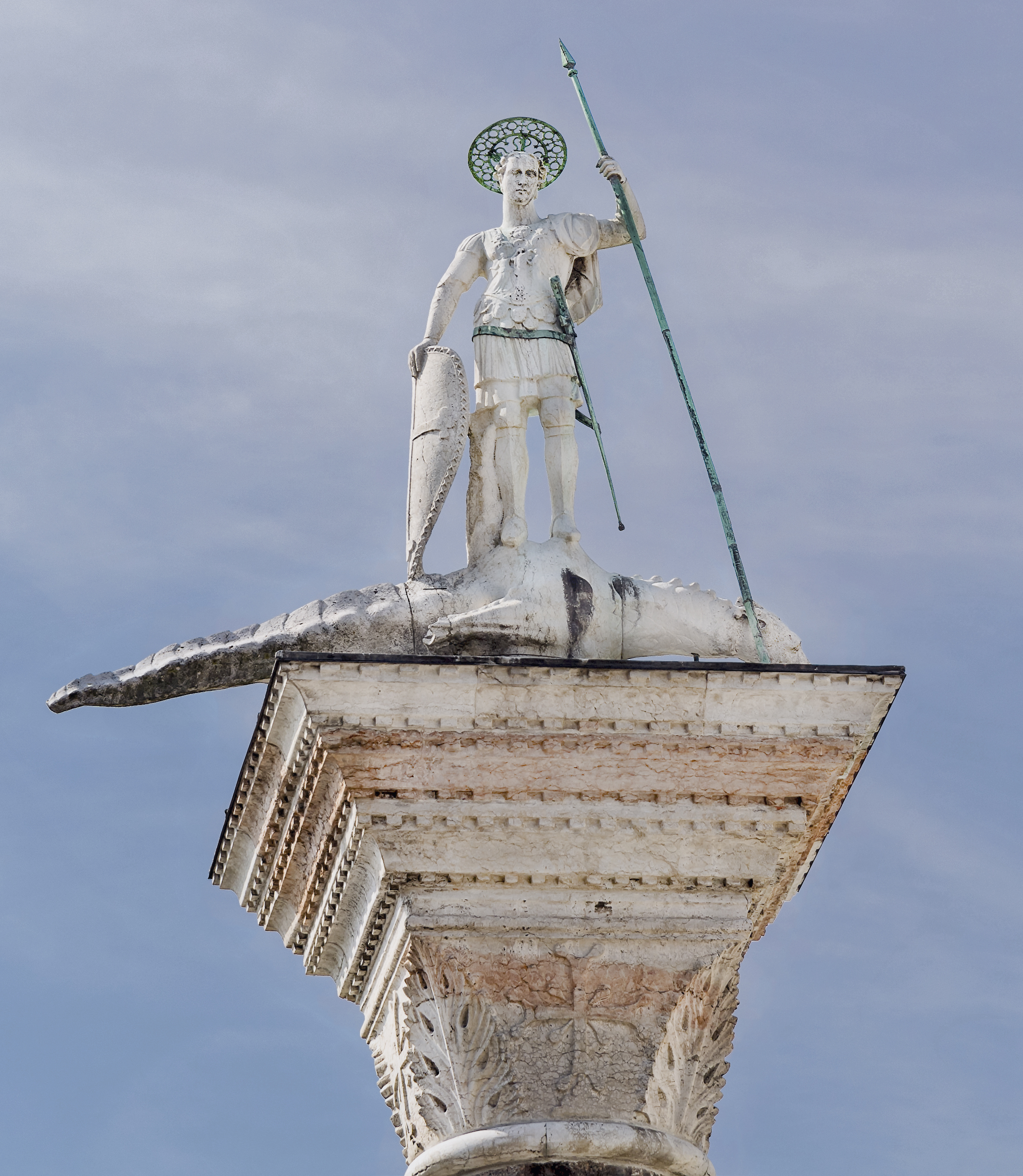
La statua di San Teodoro
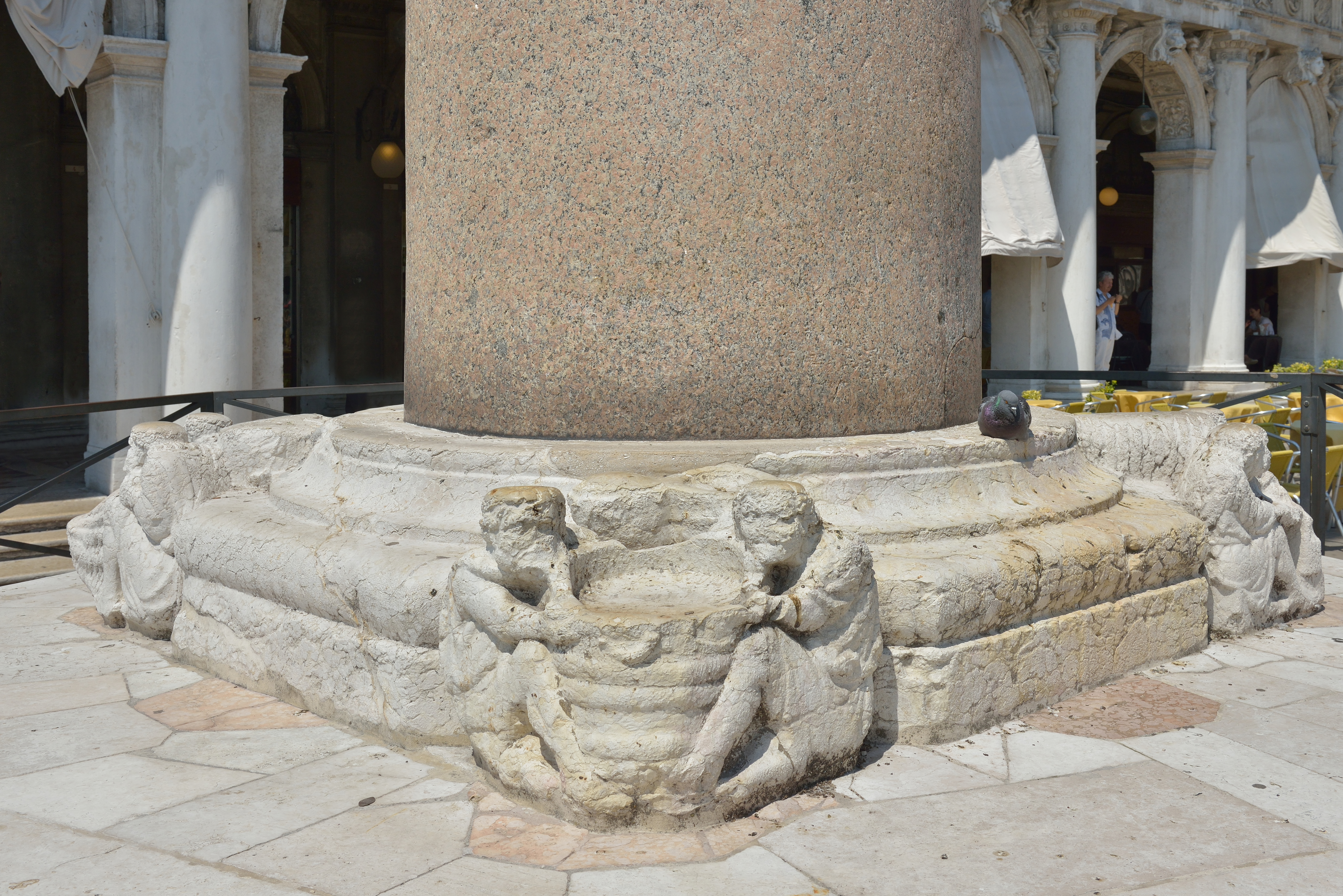
Base della colonna di San Teodoro